# Alfonso Cela Vieito
Alfonso Cela Vieito conocido profesinalmente como "Celita" (Carracedo, Láncara, Lugo; 11 de julio de 1885-Madrid, 26 de febrero de 1932) fue un torero español.

## Biografía
Nacido en el seno de una familia muy humilde, emigró con 11 años a Madrid, en 1896, tras la muerte de su padre. Trabajó en una carnicería como pinche y comenzó a tomar parte en capeas yendo por los pueblos de la Alcarria, afición taurina inculcada por su tío Gaspar.
Fue novillero de 1906 a 1912. Debutó en Segovia donde obtuvo como premio a su faena un capote de paseo. Más tarde en 1908 hizo su presentación en la plaza de Tetuán de las Victorias en Madrid, junto a Adolfo Guerra, Minerito, Llavero y Patolas. El 2 de septiembre de 1910  lidió por primera vez en el coso taurino de la Fuente del Berro en la carretera de Aragón de donde salió a hombros.
Tomó la alternativa en la plaza de toros de La Coruña el 15 de septiembre de 1912 con Manolo Bienvenida de padrino, se lidiaron reses de la ganadería brava de Samuel Flores, obtuvo una oreja. Poco más tarde, el 22 de septiembre del mismo año, confirmó en Madrid, con Agustín García Malla como padrino. Lidió una corrida de Pérez de la Concha en solitario en la Monumental de Barcelona, –conocida entonces como la plaza de Sport– el 12 de julio de 1914, obtuvo seis orejas y la salida a hombros de la plaza.  En 1916 llegó a participar en 23 corridas de toros.
A lo largo de su carrera consiguió triunfar en las plazas de Barcelona, Sevilla y México. Su última corrida fue en Madrid el 25 de junio de 1922 donde hizo el paseíllo con Nacional y Victoriano Roger Valencia II, lidiaron reses de la ganadería de Antonio Pérez, el toro de la retirada fue Catalán. Como torero destacó por su manejo del estoque en la suerte suprema.
También se dedicaron al toreo su hermano, Claudio Cela y Alfonso Cela Martín, "Celita II", sobrino de "Celita", pero no llegaron a tomar la alternativa.